# 徳川文武
徳川 文武（とくがわ ふみたけ、1937年（昭和12年）3月3日 - ）は、千葉県出身の通信技術コンサルタント・執筆家。松戸徳川家3代当主。

## 経歴
千葉県松戸市の戸定邸で生まれる。父の徳川博武（旧姓：藤岡）は国立大蔵病院医長で、婿養子であるが母方で水戸斉昭の曾孫でもある。母の宗子は松戸徳川家の初代当主徳川武定の娘であり、母方で徳川慶喜の曾孫でもある。
自由学園幼児生活団から成蹊小学校・成蹊中学校・成蹊高等学校を経て、1962年（昭和37年）に早稲田大学理工学部応用物理学科物理専攻卒業。三菱電機勤務を経て、米国に留学、1981年（昭和56年）にスタンフォード大学電気工学科情報通信専攻修士課程修了。1982年（昭和57年）から米国ハリス社ファリノンマイクロ波通信機器開発部門に勤務する。1986年（昭和61年）、日本アドバンストマイクロデバイセズ社通信研究部室長。1991年（平成3年）、日本センサーテクノロジー株式会社エアバック電子回路開発課長。1994年（平成6年）、米国スプリント電話会社研究所主任研究員。その後、米国スプリント社（現・T-Mobile US）の技術コンサルタントとして30年間活動する。松戸市国際交流協会名誉顧問。松戸のタウン情報誌『月刊Hello!』にコラム「徳川文武の「太平洋から見える日本」」を連載している。

## 著作
- 『世界のお国柄拝見!』青谷舎、1991年。